# Winfried Prost
Winfried Prost (* 10. März 1956 in Köln) ist ein deutscher Philosoph, Sachbuchautor, Speaker, Dozent und Coach.

## Biografie
Er ist in der vierten Generation Pädagoge und studierte an der Hochschule des Jesuitenordens St. Georgen in Frankfurt und an der Universität in Bonn Philosophie, Pädagogik, Theologie und Politikwissenschaft. Er arbeitete mehrere Jahre mit Rupert Lay, S.J zusammen. Seit 1980 führt Winfried Prost Führungs- und Persönlichkeits-Seminare für Vorstände und andere Führungskräfte aus allen Bereichen der Wirtschaft, durch. Er hält innerhalb und außerhalb von Europa Gastvorlesungen und Vorträge und hat und hatte Lehraufträge an der Hochschule für Fernsehen und Film in München, Steinbeiss-Medien-Hochschule in Berlin, Universität zu Köln, Universität St. Gallen, am Institut für Marketing und Handel und an der ZFU Associate Faculty in Zürich sowie einen Lehrauftrag an der Fachhochschule Nordwestschweiz, Olten. Seit 1986 führt er ein eigenes Seminarhaus. 1996 folgte die Gründung der Akademie für Ganzheitliche Führung in Köln. Er ist Autor von 28 Büchern. Seit 2010 ist er Präsident des Verbandes „Ganzheitliches Führungs- und Persönlichkeits-Coaching e.V.“ Er ist Vater von sechs Kindern.

## Werke
- Erkenne dich selbst: Deine Reise zur Selbstfindung, Selbsterkenntnis und einem erfüllten Leben. BrainBook 2021. ISBN 978-3-96890-052-0
- Wege zur Heilung: Symptome und Krankheiten als Symbol verstehen. Das Lexikon der Psychosomatik. BrainBook 2020. ISBN 978-3-96890-025-4
- Führe dich selbst! Die eigene Lebensenergie als Kraftquelle nutzen. Gabler Verlag 2010. ISBN 978-3-8349-1510-8
- Dialektik – Die Psychologie des Überzeugens. Gabler Verlag 2008. ISBN 978-3-8349-0743-1
- Rhetorik plus Persönlichkeit, Wie Sie selbstsicher und charismatisch auftreten. Gabler Verlag 2009. ISBN 978-3-8349-1238-1
- Coaching-Brevier, 150 goldene Regeln für Coaching und Training. Verlag Winfried Prost.
- Aus Partituren des Schicksals, Schicksale und Krankheiten tiefenpsychologisch gedeutet. Verlag Winfried Prost. ISBN 3-00-008475-4
- Führen mit Autorität und Charisma, Als Chef souverän handeln. Gabler Verlag 2008. ISBN 978-3-8349-0551-2
- Manipulation und Überzeugungskunst, Andere beeinflussen und sich vor Fremdsteuerung schützen. Gabler Verlag 2009. ISBN 978-3-8349-1108-7
- Vom Umgang mit schwierigen Menschen. (Hrsg.) Gabler Verlag 2009. ISBN 978-3-8349-1109-4
- Ganzheitliches Coaching als Mitarbeit an der Evolution. Winfried Prost Verlag 2011. ISBN 978-3-9800293-5-3
- Coaching – erkennen, verstehen, lösen. Winfried Prost Verlag 2012. ISBN 978-3-9800293-4-6
- Psychosomatische Deutung und Auflösung von Symptomen – ein psychosomatisches Lexikon. Gerhard-Hess-Verlag 2/2014. ISBN 978-3-87336-465-3
- Vertrauen und Verrat Gerhard-Hess-Verlag 2013. ISBN 978-3-87336-436-3
- Freiraum für die Seele Gerhard-Hess-Verlag 2014. ISBN 978-3-87336-514-8
- Über die Verfertigung wirksamer Zaubersprüche. Wie Sie bekommen, was Sie wollen. Ein Zauberbuch. Angewandte Kommunikationspsychologie in Hochpotenz. Köln 2017, ISBN 978-3-9819233-9-1. (Farbbroschüre mit 42 Seiten)